# Bohdan Anders
Bohdan Anders (ur. 27 lutego 1918 w Poznaniu, zm. 2 czerwca 1941) – porucznik pilot Polskich Sił Powietrznych w Wielkiej Brytanii.

## Życiorys
W 1937 r. uzyskał maturę w poznańskim gimnazjum i wstąpił do Szkoły Podchorążych Lotnictwa w Dęblinie. Ukończył szkolenie w 1939 r. w ramach XII promocji z 82 lokatą. Po jej ukończeniu w 1939 został przydzielony do 132 eskadry myśliwskiej w 3 pułku lotniczym w Poznaniu, w ramach której walczył w kampanii wrześniowej strącając 11 września niemiecki samolot bombowy He 111. Z „kotła” nad Bzurą wydostał się 18 września i dotarł do Warszawy. Wcielony do Lotniczego Oddziału Szturmowego. W nocy 25/26 września odleciał przed kapitulacją (razem z pchor. Ryszardem Malczewskim) samolotem PZL-5 (holując dwa szybowce) na Węgry skąd przedostał się do Francji. W styczniu 1940 wraz z grupą 20 pilotów został skierowany do Bazy Lotniczej (Centre d’Instruction d’Aviation de Chasse) w Montpellier na szkolenie lotnicze. Po jego zakończeniu, w połowie lutego został przydzielony do Klucza Frontowego Nr 2 „Pe” kpt. Jana Pentza.
Po zakończeniu działań wojennych we Francji przedostał się do Wielkiej Brytanii, gdzie otrzymał numer służbowy RAF P-0161 i skierowano go na przeszkolenie do CFS-Upavon. 2 sierpnia został przydzielony do 303 dywizjonu myśliwskiego (niektóre źródła podają jako datę przydziału 23 lipca i miejsce dywizjon 302), skąd po kilkudniowym pobycie i wypadku w locie treningowym został odesłany do CFS na doszkolenie. Po kursie w 8 Secondary Flying Training School (Szkoła Pilotażu Podstawowego), a następnie w 55 Operational Training Unit (Jednostka Szkolenia Operacyjnego), w marcu 1941 przeniesiony do 316 dywizjonu myśliwskiego, gdzie 2 czerwca zginął podczas lotu treningowego z lotniska RAF Pembrey, na samolocie „Magister”- R1838. Podczas lotu nad miastem Newton nastąpiło zderzenie z liną balonu zaporowego. Pochowany na cmentarzu w Pembrey, Carmarenshire, grób nr.11 działka RAF (UK).